# Volodar Zvezdkin
Volodar Zvezdkin –en ruso, Володар Звёздкин– (26 de abril de 1927 – 9 de agosto de 2023) fue un deportista soviético que compitió en piragüismo en la modalidad de aguas tranquilas. Ganó una medalla en el Campeonato Mundial de Piragüismo de 1958, y cuatro medallas en el Campeonato Europeo de Piragüismo en los años 1957 y 1961.

## Palmarés internacional
| Campeonato Mundial | Campeonato Mundial     | Campeonato Mundial | Campeonato Mundial |
| Año                | Lugar                  | Medalla            | Evento             |
| ------------------ | ---------------------- | ------------------ | ------------------ |
| 1958               | Praga (Checoslovaquia) | Medalla de bronce  | K4 10 000 m        |
| Campeonato Europeo |                        |                    |                    |
| Año                | Lugar                  | Medalla            | Evento             |
| 1957               | Gante (Bélgica)        | Medalla de oro     | K4 1000 m          |
| 1957               | Gante (Bélgica)        | Medalla de plata   | K4 10 000 m        |
| 1961               | Poznań (Polonia)       | Medalla de plata   | K4 1000 m          |
| 1961               | Poznań (Polonia)       | Medalla de plata   | K4 10 000 m        |